# Our Flag Means Death
Our Flag Means Death (litt. « Notre drapeau signifie la mort ») ou Le Gentleman pirate au Québec est une série télévisée américaine du genre comédie romantique, historique créée par David Jenkins et diffusée depuis le 3 mars 2022 sur HBO Max.
Au Québec, elle est disponible sur Crave. Elle reste inédite dans les autres pays francophones.
L'histoire se déroule au début du XVIIIe siècle, durant l'âge d'or de la piraterie. Elle suit les mésaventures du gentleman devenu pirate Stede Bonnet (Rhys Darby) et de son équipage à bord du Revenge, alors qu'ils tentent de se faire un nom en tant que pirates et croisent le chemin du célèbre capitaine pirate Barbe Noire (Taika Waititi) et de son bras droit Izzy Hands (Con O'Neill).
Elle a reçu des critiques positives, notamment des éloges pour sa représentation LGBT+.

## Synopsis
La série est librement inspirée de la vie de Stede Bonnet. En 1717, le capitaine Bonnet est un membre de la gentry terrienne de la Barbade qui abandonne sa vie confortable et sa famille pour faire ses preuves en tant que pirate pendant l'âge d'or de la piraterie, bien qu'il n'ait aucune aptitude pour ce rôle. Naviguant à bord de son navire, le Revenge, le capitaine Bonnet et son équipage dysfonctionnel luttent pour survivre face aux menaces mortelles des navires de guerre et d'autres pirates assoiffés de sang. Au cours de leurs mésaventures, l'équipage du Revenge croise le chemin du célèbre capitaine pirate Edward Teach et de son équipage, dont son bras droit Izzy Hands, et Bonnet et Teach finissent par tomber amoureux.

## Distribution

### Personnages principaux
- Rhys Darby (VF : Vincent Ropion) : Stede Bonnet, un riche aristocrate de la Barbade qui, las de sa vie sédentaire et de son mariage malheureux, abandonne sa famille pour se lancer dans la piraterie, bien qu'il n'ait aucune aptitude pour cela. Après avoir acheté un navire et engagé un équipage, il cherche à se faire connaître comme le Gentleman Pirate.
  - Theo Darby (VF : Aurore Saint-Martin), fils de Rhys Darby : Stede Bonnet enfant.
- Taika Waititi (VF : Stéphane Ronchewski) : Edward « Ed » Teach / Barbe Noire, le légendaire et redouté capitaine pirate qui s'est lassé de sa vie et de sa carrière, estimant que sa réputation l'a rendu trop facile. Il est fasciné par Bonnet après avoir entendu parler de lui par son second, Izzy, et décide de le rechercher. Mateo Gallegos joue le rôle d'Edward Teach enfant.
- Ewen Bremner (VF : Florian Wormser) : Nathaniel Buttons, le second du Revenge, un homme grisonnant à qui Stede demande souvent conseil et qui est capable de parler avec les mouettes.
- Con O'Neill (VF : Nicolas Marié) : Israel « Izzy » Hands, l'impitoyable second de Barbe Noire.
- Joel Fry (VF : Vincent Touré) : Frenchie, un membre de l'équipage du Revenge qui chante souvent les aventures de l'équipage.
- Samson Kayo (en) (VF : Mike Fédée) : Oluwande Boodhari, un membre de l'équipage du Revenge qui éprouve de la sympathie pour Stede et essaie de l'éloigner du danger.
- Nathan Foad (VF : Paolo Domingo) : Lucius Spriggs, un scribe à bord du Revenge chargé de consigner les aventures du navire, qui aide souvent Stede à faire face à ses sentiments.
- Vico Ortiz (en) (VF : Dorothée Pousséo) : Jim Jimenez (précédemment connu sous le nom de Bonifacia), un combattant expérimenté dont la tête est mise à prix pour avoir tué l'un des maris de Spanish Jackie. Avec l'aide de son ami Oluwande, Jim rejoint l'équipage du Revenge en se déguisant et en se faisant passer pour un muet. Allyson Juliette joue le rôle de Jim enfant.
- Kristian Nairn (VF : Pascal Casanova) : Petit John (Wee John Feeney en VO), un membre de l'équipage du Revenge obsédé par le feu.
- Matthew Maher (en) (VF : Charles Uguen) : Pete Le Noir (Black Pete en VO), un pirate irritable à bord du Revenge qui prétend avoir fait partie de l'équipage de Barbe Noire.
- Guz Khan : Ivan, un membre de l'équipage de Barbe Noire qui le rejoint sur le Revenge.
- David Fane (VF : Augustin Jacob) : Fang, un membre de l'équipage de Barbe Noire qui le rejoint sur le Revenge.
- Rory Kinnear (VF : Emmanuel Curtil) : le capitaine Nigel Badminton, un capitaine de la marine britannique qui a malmené Stede lorsqu'ils étaient enfants. Kinnear joue également le rôle du frère jumeau de Nigel, l'amiral Chauncey Badminton.
- Nat Faxon (VF : Antoine Schoumsky) : The Swede (« Le Suédois »), un membre suédois de l'équipage du Revenge, souvent incapable de comprendre ce qui se passe.
- Samba Schutte (en) (VF : Nessym Guetat) : Roach, le cuisinier et le médecin du Revenge.

### Personnages secondaires
- Leslie Jones (VF : Virginie Emane) : Spanish Jackie, une capitaine pirate puissante et redoutée qui a 19 maris.
- Fred Armisen (VF : Guillaume Lebon) : Geraldo, un barman sournois de la République des Pirates et l'un des maris de Jackie.
- Claudia O'Doherty (VF : Aurore Saint-Martin) : Mary Bonnet, la femme de Stede.
- Boris McGiver : Père Bonnet, le père de Stede, qui fait preuve de violence psychologique envers son fils.
- Gary Farmer (VF : José Luccioni) : le chef Mabo, un chef indigène qui se méfie des colonisateurs.
- Kristen Schaal (VF : Agnès Manoury) : Antoinette, aristocrate française et femme/sœur de Gabriel.
- Nick Kroll (VF : Sébastien Desjours) : Gabriel, aristocrate français et mari/frère d'Antoinette.
- Tim Heidecker : Doug, professeur de peinture et amant de Mary.
- Kristen Johnston (VF : Marjorie Frantz) : la veuve Evelyn Higgins, l'amie de Mary.
- Yvonne Zima : Fleur de Maguis, une aristocrate française.
- Will Arnett : Calico Jack, un capitaine pirate récemment déchu et ancien ami de Barbe Noire.
- Angus Sampson (VF : Jérôme Wiggins) : le roi George
- Eden Grace Redfield (VF : Aurore Saint-Martin) : Alma Bonnet, la fille de Stede et Mary.
- William Barber-Holler (VF : Aurore Saint-Martin) : Louis Bonnet, le fils de Stede et Mary.
- Michael Patrick Crane : l'officier Wellington, membre de la marine britannique pris en otage par l'équipage de Stede.
- Connor Barrett : l'officier Hornberry, membre de la marine britannique pris en otage par l'équipage de Stede.
- Benton Jennings : Prêtre anglican qui célèbre de façon monotone la cérémonie de mariage de Mary et Stede près d'un phare.
- Damien Gerard : Père Teach, le père de Barbe Noire.
- Simone Kessell : Mère Teach, la mère de Barbe Noire.
- Selenis Leyva (VF : Emmanuelle Rivière) : "Nana", une religieuse de St. Augustine qui était la tutrice et le mentor de Jim.
- Brian Gattas : Siegfried, le prince allemand.

 Source et légende : version française (VF) sur RS Doublage

## Production

### Développement
Le créateur et directeur de la série, David Jenkins, a eu l'idée d'écrire la série après avoir appris l'existence de Stede Bonnet par sa femme et après avoir lu son article sur Wikipédia. Il était particulièrement intéressé par le fait de combler les inconnus de la vie de Bonnet, d'essayer de trouver les motivations qui l'ont poussé à abandonner sa famille et de comprendre pourquoi Barbe Noire l'a pris sous son aile,. Dès le départ, il a envisagé la série comme centrée sur une relation romantique entre Bonnet et Barbe Noire, et l'a présentée comme telle,,.
Taika Waititi, qui partage un manager avec Jenkins, s'est impliqué dans le projet après que ce dernier lui a raconté l'histoire de Stede Bonnet et lui a demandé s'il voulait y participer. Waititi a été attiré par le projet en raison de ce qu'il pensait être l'approche originale de Jenkins en matière de pirates. Lors de discussions ultérieures, ils ont convenu qu'une romance entre Bonnet et Teach était « la raison de faire la série ». Garrett Basch a ensuite rejoint le projet en tant que producteur exécutif après avoir lu le scénario de l'épisode pilote.
La série a été commandée directement par HBO Max en septembre 2020, avec Jenkins, Basch et Halstead comme producteurs exécutifs, et Waititi comme producteur exécutif et réalisateur du premier épisode.
Le 1er juin 2022, la série a été renouvelée pour une deuxième saison.
Le 9 janvier 2024, la série est annulée.

### Casting
Le casting pour décider de l'acteur qui jouerait Stede Bonnet a commencé peu après la commande de la série. Même si le nom de Rhys Darby a été mentionné au début du processus, ce n'est qu'après une série d'auditions infructueuses et l'écriture de la majeure partie du scénario qu'il a de nouveau été pris en considération,,. Son casting a été officiellement annoncé en janvier 2021. Jenkins a déclaré que Darby rendait sympathique un Stede Bonnet autrement antipathique, déclarant à Slash Film qu'il était « la seule personne qui pouvait le jouer ». Darby, dont la carrière a surtout consisté en des seconds rôles comiques, a vu dans ce rôle l'occasion de se diversifier et de jouer un rôle principal et plus dramatique, déclarant à Deadline : « Je me suis regardé et j'ai vu toute l'expérience que j'ai acquise au fil des ans et j'ai pensé qu'il était peut-être temps de passer à la vitesse supérieure ».
Taika Waititi, qui était déjà attaché en tant que producteur exécutif et réalisateur, a rejoint la distribution pour jouer Barbe Noire quatre mois plus tard, en avril 2021. Jenkins avait commencé à écrire le rôle en pensant à Waititi, et l'a finalement contacté par messagerie instantanée pour lui demander s'il serait intéressé par le rôle de Barbe Noire,. Dans l'annonce officielle du casting, Jenkins a déclaré à propos de Waititi : « Notre Barbe Noire est une légende, un amant, un combattant, un génie tactique, une âme poétique et peut-être même un fou. Un seul homme pouvait jouer ce rôle, et c'est le grand Taika Waititi. Nous sommes ravis au-delà de toute mesure qu'il ait décidé de porter la barbe ».
En juin, Kristian Nairn, Nathan Foad, Samson Kayo, Rory Kinnear, Con O'Neill et Vico Ortiz ont été ajoutés à la distribution. Ewen Bremner, David Fane, Joel Fry, Guz Khan et Matthew Maher ont été ajoutés en juillet. Leslie Jones, Nat Faxon, Fred Armisen et Samba Schutte seront intégrés dans des rôles récurrents en août,.

### Tournage
Le tournage a eu lieu entre le 14 juin et le 28 septembre 2021. Taika Waititi, qui fait office de producteur exécutif, a également réalisé l'épisode pilote, qui a été filmé après que Waititi ait terminé la production de Thor: Love and Thunder. Les scènes à bord du Revenge ont été filmées sur un plateau de tournage utilisant la technologie StageCraft,,.
Le tournage de la deuxième saison a commencé le 25 septembre 2022, en Nouvelle-Zélande. Le tournage devrait s'achever le 13 décembre 2022.

### Bande-son
La bande-son originale de la série a été composée par Mark Mothersbaugh. Le 5 mai 2022, il a été annoncé que l'album de la bande originale de la première saison serait publié par WaterTower Music le 6 mai 2022.

## Diffusion
La série a débuté sur HBO Max le 3 mars 2022,. La première saison s'est terminée sur HBO Max le 24 mars 2022.

## Épisodes

### Première saison (2022)
| № | Titre                                                                       | Réalisation     | Scénario                    | Première diffusion |
| --- | --------------------------------------------------------------------------- | --------------- | --------------------------- | ------------------ |
| 1 | Pilote Pilot                                                                | Taika Waititi   | David Jenkins               | 3 mars 2022        |
| Stede Bonnet, un riche propriétaire terrien de la Barbade, abandonne sa femme Mary et leurs enfants pour une vie de pirate. Il commande la construction d'un navire, le Revenge, l'équipe de luxe, et engage un équipage expérimenté, déclarant qu'il est désormais un capitaine pirate. Plusieurs mois passent et l'équipage, ennuyé et irrité par les manières douces de Stede et son manque d'expérience de la piraterie, menace de se mutiner et de le tuer. Pour se sauver, Stede trouve un navire à piller. Le navire s'avère être un navire de guerre de la Royal Navy dont le capitaine est Nigel Badminton, la brute d'enfance de Stede. Stede invite Nigel et ses officiers à bord, prétendant que lui et son équipage sont des aristocrates. Nigel se moque de Stede et le traite de pathétique ; Stede, furieux, le frappe à la tête, ce qui amène Nigel à se planter accidentellement un couteau dans l'œil avec son épée. Les pirates se révèlent et prennent les officiers en otage, s'échappant avant que l'équipage de Badminton ne réalise ce qui s'est passé. Les hommes de Stede annulent la mutinerie, pensant que leur capitaine se fera tuer bien assez tôt. |                                                                             |                 |                             |                    |
| 2 | Un homme maudit A Damned Man                                                | Nacho Vigalondo | David Jenkins               | 3 mars 2022        |
| Après avoir accidentellement échoué son navire sur une île, Stede ordonne à son équipage de prendre des "vacances" afin qu'ils puissent récupérer leurs forces. Les otages parviennent à s'échapper dans la jungle de l'île, et Stede, Black Pete et Oluwande vont les récupérer. En se promenant sur la plage, Lucius découvre que son coéquipier "Jim" s'est en fait déguisé en homme. Stede, ses hommes et les otages sont capturés par les indigènes de l'île, qui leur font un procès. Stede, hanté par des visions de Badminton mourant, craque et avoue le meurtre ; un ancien de la tribu lui fait comprendre que sa peur peut provenir de quelque chose de plus profond. Les hommes sont libérés mais apprennent que leurs otages ont été vendus à d'autres pirates. Stede improvise un plan pour prendre les pirates au dépourvu et accepte de leur donner un des otages en échange de l'autre. Alors que l'équipage prend la mer, il fait la paix avec la mort de Badminton. Lucius est pris en embuscade par Jim, qui le rend inconscient. Les pirates suivent secrètement le Revenge sous les ordres de leur capitaine, Barbe Noire. |                                                                             |                 |                             |                    |
| 3 | Un gentleman pirate A Gentleman Pirate                                      | Nacho Vigalondo | Adam Stein                  | 3 mars 2022        |
| Stede apprend l'existence de la "République des Pirates", un refuge pour les criminels où il espère à la fois vendre son dernier captif et se présenter comme le nouveau "Gentleman Pirate". A bord de son navire, Barbe Noire ordonne à son second, Izzy Hands, d'approcher Stede et de demander une rencontre. Jim et Oluwande emmènent Stede dans une taverne appartenant à Spanish Jackie, qui veut la tête de Jim pour avoir tué son mari préféré. Quand Izzy trouve Stede, ce dernier l'écarte grossièrement, ignorant qui est son patron. Une bagarre éclate pour savoir qui achètera le captif, et Jackie met Stede à la porte de sa taverne. Pour remercier Jim d'avoir épargné sa vie, Lucius vole à Jackie la dague de famille de Jim. Geraldo, le barman de Jackie et l'un de ses nombreux maris, pousse Stede à embarquer sur un navire de la marine espagnole, où il est poignardé et condamné à mort pour piraterie, tandis que le déguisement de Jim est découvert. Stede est poignardé et sur le point d'être pendu lorsque le navire est attaqué par un autre équipage de pirates. Abattu avant de mourir par strangulation, Stede ouvre les yeux pour voir Barbe Noire debout au-dessus de lui. |                                                                             |                 |                             |                    |
| 4 | Inconfort marital Discomfort in a Married State                             | Nacho Vigalondo | Eliza Jiménez Cossio        | 10 mars 2022       |
| Barbe Noire prend le commandement du Revenge pendant que Stede se remet de ses blessures. Des flashbacks révèlent le malheur de Stede dans son mariage arrangé, qui l'a conduit à s'enfuir pour devenir un pirate. À son réveil, Barbe Noire l'accueille et lui confie qu'il est fatigué de sa vie, car personne n'ose le défier. Stede et lui décident de changer de vie pour la journée. Cela s'avère être la goutte d'eau qui fait déborder le vase pour Izzy, qui appelle Barbe Noire une "coquille" de ce qu'il était autrefois. Jim dit à l'équipage qu'il souhaite rester "Jim", expliquant qu'il doit être perçu comme ce qu'il était auparavant. Alors que les navires de guerre espagnols se rapprochent d'eux, le plan de Barbe Noire d'utiliser le brouillard pour s'échapper est ruiné par son incapacité à déterminer avec précision quel jour nous sommes. Stede et lui trouvent alors un nouveau plan : utiliser un miroir et des lanternes pour créer un faux phare. Ils trompent les Espagnols assez longtemps pour s'échapper. Barbe Noire convainc Stede de lui apprendre à devenir un aristocrate, semblant avoir l'intention de le trahir et de lui voler son identité. |                                                                             |                 |                             |                    |
| 5 | La Meilleure vengeance, c'est d'être chic The Best Revenge Is Dressing Well | Fernando Frías  | John Mahone                 | 10 mars 2022       |
| Ed (Barbe Noire) forme l'équipage de Stede à devenir de meilleurs pirates, tandis que Stede enseigne à Ed les règles de la haute société. Un flash-back montre un jeune Ed tenant un foulard en soie et se faisant dire par sa mère qu'ils ne sont pas le genre de personnes à porter de belles choses. Ed propose qu'ils s'incrustent dans une soirée mondaine organisée par des aristocrates français. Ed réussit d'abord à se mêler aux aristocrates, mais il est ensuite ridiculisé pour avoir mal utilisé les couverts. Ed quitte le dîner en claquant la porte, mais Stede prend sa défense en proposant aux invités de jouer à un jeu au cours duquel Stede révèle tous les secrets des invités, transformant la fête en bagarre. Pendant ce temps, Oluwande et Frenchie se font passer pour le prince héritier d'Égypte et son vice-roi et escroquent les invités, inventant le premier système pyramidal du monde. Un incendie se déclare et les pirates retournent sur leur bateau. Frenchie et Oluwande partagent leurs gains de l'arnaque avec les serviteurs africains des aristocrates. Plus tard, Stede et Ed partagent un moment à bord du Revenge, et Stede dit à Ed qu'il porte bien les belles choses. Pendant ce temps, l'amiral Chauncey Badminton, le frère jumeau de Nigel, convainc le roi George de lui prêter toutes les forces de la marine anglaise pour venger le meurtre de son frère. |                                                                             |                 |                             |                    |
| 6 | L'Art de la couillonnade The Art of Fuckery                                 | Fernando Frías  | Simone Nathan               | 10 mars 2022       |
| Ed aide Stede à s'entraîner au duel, et force Stede à le poignarder. Plus tard, Barbe Noire raconte à l'équipage l'histoire du jour où il a vu le Kraken tuer son père. Il fait diverses blagues à l'équipage, qu'il appelle "the art of fuckery". Pendant ce temps, Izzy est frustré par le retard continuel d'Ed à tuer Stede et le persuade de l'assassiner dès que possible. Lucius développe une infection au doigt, et l'équipage tente sans succès de l'amputer. Plus tard, le Revenge s'approche d'un navire et est abordé, ce que Stede considère comme l'occasion parfaite de se livrer à quelques "fuckery". Pendant le chaos, Barbe Noire cherche à tuer Stede, mais il est interrompu par un Lucius fiévreux, qui ajoute à la pagaille en amputant son propre doigt infecté. Stede annonce alors que le Kraken approche, déclenchant un flash-back traumatique chez Barbe Noire. La vue de Barbe Noire fait reculer les envahisseurs. Lorsque Stede va le réconforter, Ed admet en larmes que ce n'est pas le Kraken qui a tué son père, mais lui. Il avoue également que son plan initial était de tuer Stede et de prendre son identité. Ils décident d'un commun accord de mettre ce projet de meurtre derrière eux. Plus tard, Izzy provoque Stede en duel et dit que le perdant sera banni du navire. Izzy poignarde Stede qui, grâce à un tour enseigné par Barbe Noire, dirige le coup loin de ses organes vitaux, brisant l'épée d'Izzy au passage. Stede est le vainqueur légitime, ce qui entraîne le bannissement d'Izzy. Black Pete sculpte un nouveau doigt en bois pour Lucius, qui le remercie en l'embrassant. Izzy se rend chez Spanish Jackie et lui fait une proposition. |                                                                             |                 |                             |                    |
| 7 | Tout arrive This Is Happening                                               | Fernando Frías  | Zayre Ferrer                | 17 mars 2022       |
| Ed exprime son désir de quitter le navire par ennui. Stede essaie de trouver un moyen pour qu'il reste enthousiaste et repère une opportunité lorsque l'équipage se rend à St Augustine pour trouver des oranges pour le scorbut du Suédois. Jim est réticent à descendre à terre mais refuse d'expliquer pourquoi. Stede, Ed et Lucius partent à la chasse au trésor, tandis que le reste des pirates, y compris Jim, cherchent des oranges. L'équipage trouve un oranger dans la cour d'une église et une nonne que Jim appelle "Nana". Oluwande apprend que Jim est venu vivre avec Nana après le meurtre de leur père. La nonne a appris à Jim à utiliser des couteaux afin de venger la mort de la famille Jimenez aux mains de Siete Gallos, une bande de mercenaires itinérants. Jim avoue à Nana qu'ils n'en ont tué qu'un seul. Lors de la chasse au trésor, Ed devient grincheux. Stede et Ed passent un moment ensemble au coin du feu. Lucius voit que Stede est en train de tomber amoureux d'Ed, et confronte Ed en lui demandant de s'amuser pour le bien de Stede. Ed change d'attitude et anime la chasse au trésor de Stede, où ils trouvent une orange pétrifiée sous l'arbre généalogique des Jimenez. Stede garde le trésor et l'équipage retourne au navire sans Jim, qui reste derrière pour achever sa vengeance. Pendant ce temps, Chauncey Badminton arrive chez Spanish Jackie, où elle et Izzy complotent contre Stede. |                                                                             |                 |                             |                    |
| 8 | On est copains comme oiseaux We Gull Way Back                               | Bert & Bertie   | Alyssa Lane & Alex Sherman  | 17 mars 2022       |
| Un vieil ami de Barbe Noire, Calico Jack, arrive, réveillant le côté plus chaotique de Barbe Noire, au grand dam de Stede. Jack explique que son équipage s'est mutiné ; pour lui remonter le moral, l'équipage accepte de visiter Blind Man's Cove. Une fois sur place, il attise la jalousie de Stede en mentionnant que lui et Edward ont été amants par le passé. Le coeur brisé par l'absence de Jim, Oluwande donne la chambre à Frenchie et Wee John, qui expriment leur excitation pour leur nouveau statut de colocataires en redécorant la pièce. Pendant ce temps, Jim prend Geraldo en otage pour forcer la Jackie espagnole à leur dire tout ce qu'elle sait sur les Siete Gallos. Jackie tue Geraldo elle-même et révèle que Geraldo était un membre de Siete Gallos et que tous les autres sont probablement morts. De retour sur le bateau, un Jack ivre fouette à mort la mouette de Buttons, Karl. Buttons maudit Jack et Stede le chasse du navire. Barbe Noire décide de le rejoindre. Jack avoue à Barbe Noire qu'Izzy l'a envoyé pour écarter Barbe Noire, et a conduit le Revenge à être pris en embuscade par Chauncey Badminton. Apprenant que Stede est en danger, Barbe Noire retourne sur le Revenge et ordonne à l'équipage de hisser le drapeau blanc pour leur éviter une bataille perdue d'avance. Les Britanniques les capturent, mais Stede et Barbe Noire sont heureux d'être réunis. Le sort de Buttons prend effet lorsque Calico Jack est touché par un boulet de canon britannique perdu. |                                                                             |                 |                             |                    |
| 9 | Acte de grâce Act of Grace                                                  | Bert & Bertie   | David Jenkins & Yvonne Zima | 24 mars 2022       |
| Sur le Revenge, Stede avoue avoir tué Nigel et est condamné à mort. Au moment où ils s'apprêtent à exécuter Stede, Barbe Noire revendique l'acte de grâce et sauve Stede, à la grande colère de Chauncey. Barbe Noire et Stede sont envoyés à l'Académie royale des corsaires pour être réformés, où Stede apprend qu'il a été déclaré mort. Barbe Noire quant à lui rase sa barbe. Stede tente de le convaincre de s'échapper, mais Barbe Noire semble se contenter d'accepter leur sort. En parlant, ils réalisent que tant qu'ils seront ensemble, ils seront heureux, et ils s'embrassent. Ed et Stede prévoient de s'enfuir ensemble en Chine et de prendre de nouvelles identités. Ils conviennent de se retrouver à l'aube, mais avant que Stede puisse rencontrer Ed, Chauncey le trouve et l'emmène sous la menace d'une arme dans la forêt. Chauncey accuse Stede d'être un monstre qui détruit la vie de tout le monde, y compris celle de Barbe Noire, et Stede craque et accepte. Avant de pouvoir tuer Stede, Chauncey trébuche et se tue, comme son frère. Stede s'enfuit pour rejoindre sa famille, laissant Ed seul. Le cœur brisé, Ed retourne sur le Revenge et reprend son rôle de capitaine. |                                                                             |                 |                             |                    |
| 10 | Où que tu ailles, te voilà Wherever You Go, There You Are                   | Andrew DeYoung  | David Jenkins               | 24 mars 2022       |
| Stede rentre à la maison et découvre que Mary a apprécié d'être "veuve". Tous deux luttent pour retrouver leur vie d'avant. Après que Mary ait échoué à tuer Stede dans son sommeil, ils discutent de leurs sentiments et deviennent amis. Stede réalise qu'il est amoureux d'Edward et, avec l'aide de Mary et de son amant Doug, il prévoit de simuler sa mort et de reprendre la mer. Pendant ce temps, sur le Revenge, Ed, dépressif, néglige son rôle de capitaine, ce qui amène Izzy à le confronter à sa faiblesse. Cette nuit-là, après avoir réfléchi à sa vie et à sa relation avec Stede, Edward cède à son côté le plus sombre et jette Lucius par-dessus bord. Il se peint une nouvelle barbe noire et punit l'insubordination d'Izzy. Il ordonne que tous les biens de Stede soient jetés à la mer et laisse l'équipage original de ce dernier échoué sur une île déserte, à l'exception de Frenchie et Jim. Seul dans les anciens quartiers de Stede, Edward s'effondre et pleure. Stede prend un canot pneumatique et part à la recherche d'Edward. Au lieu de cela, il retrouve son équipage affamé et fait signe à un Oluwande incrédule. |                                                                             |                 |                             |                    |

### Deuxième saison (2023)
Elle a été mise en ligne du 5 au 26 octobre 2023.
1. Impossible Birds
2. Red Flags
3. The Innkeeper
4. Fun and Games
5. The Curse of the Seafaring Life
6. Calypso's Birthday
7. Man on Fire
8. Mermen

## Réception
Le site d'agrégation de critiques Rotten Tomatoes rapporte un taux d'approbation de 92 % avec une note moyenne de 7,60/10, sur la base de 35 critiques. Le consensus des critiques du site Web indique que « la sensibilité douce de Our Flag Means Death n'atteint pas tout à fait l'or comique, mais sa bande de boucaniers déroutants est suffisamment attachante pour que les téléspectateurs à la recherche d'un regard réconfortant y trouvent un butin abondant ». Metacritic a donné à la première saison une note moyenne pondérée de 70 sur 100 sur la base de 13 critiques, indiquant des « critiques généralement favorables ». La série est devenue la série la plus demandée aux États-Unis après son final, détrônant Le livre de Boba Fett, qui avait occupé la première place pendant trois mois.
La série a été saluée pour son importante représentation LGBTQ+, qui consiste en trois relations queer, dont l'une implique un personnage non-binaire (Jim Jimenez),,,,. La romance centrale de la série, entre Bonnet et Teach, était initialement considérée par beaucoup comme une « amitié ». La série a également été saluée pour sa subversion du motif commun du queerbaiting en rendant leur relation explicite avant la fin de la saison,.